# Sandwich (Kent)
Sandwich (/sændwᵻdʒ/) es una ciudad histórica y una parroquia civil en el Río Stour, en el distrito no metropolitano de Dover, en el condado ceremonial de Kent, al sureste de Inglaterra. Tiene una población de 4.985 habitantes.
Era uno de los puertos de la Alianza de los Cinco Puertos y todavía presenta un gran número de edificios medievales originales, incluyendo varias casas de carácter público y las puertas de la antigua muralla, iglesias, casas de caridad y el Molino Blanco. A pesar de que antaño gozó de un puerto importante, ahora se encuentra a dos millas del mar, conservando aún su centro histórico.
Sandwich Bay tiene reservas naturales y dos campos de golf de clase mundial, el Royal St. George y el Prince's. La ciudad acoge también eventos educativos y culturales.

## Ciudades hermanas
- Honfleur en Francia[3][4]
- Ronse en Bélgica,
- Sonsbeck en Alemania.